# Lgowo (obwód riazański)
Lgowo (ros. Льгово) – wieś (sieło) w Rosji, w obwodzie riazańskim, w rejonie riazańskim. W 2021 liczyła 2086 mieszkańców.